# 淀江駅
淀江駅（よどええき）は、鳥取県米子市淀江町淀江にある西日本旅客鉄道（JR西日本）山陰本線の駅である。
旧・淀江町唯一の鉄道駅。快速列車については、上りのみ停車する（2022年3月現在）。

## 歴史
- 1902年（明治35年）11月1日：官設鉄道御来屋駅 - 米子駅 - 境駅（現・境港駅）間開通時に開設[1]。客貨取扱開始[1]。
- 1909年（明治42年）10月12日：線路名称制定、山陰本線所属となる。
- 1962年（昭和37年）10月1日：貨物取扱廃止[1]。
- 1985年（昭和60年）3月14日：荷物扱い廃止[1]。
- 1987年（昭和62年）4月1日：国鉄分割民営化に伴い、西日本旅客鉄道（JR西日本）の駅となる[1]。

## 駅構造
相対式ホーム2面2線を有する行違い可能な地上駅。1番のりば側に駅舎があり、両ホームは跨線橋で連絡している。
以前は単式・島式ホーム複合型2面3線であった、2003年の鳥取県鉄道高速化事業の1線スルー化工事に伴って3番線を廃止し、現在に至る。
米子駅管理の無人駅。自動券売機が設置されている。

### のりば
| のりば | 路線     | 方向 | 行先           |
| ------ | -------- | ---- | -------------- |
| 1・2   | 山陰本線 | 上り | 倉吉・鳥取方面 |
| 1・2   | 山陰本線 | 下り | 米子・松江方面 |

付記事項
- 1番のりばを上下本線、2番のりばを上下副本線とした1線スルーとなっているため、通過列車及び行違いを行わない停車列車は上下線共に1番のりばを通る。
- 反対方向からの通過列車と行違いを行う停車列車は、上下線共に2番のりばに停車する。
- 停車列車同士の行違いの場合は、鳥取方面行（上り）が1番のりば、米子方面行（下り）が2番のりばに入る。

## 利用状況
| 1日乗降人員推移 | 1日乗降人員推移 |
| 年度            | 1日平均人数     |
| --------------- | --------------- |
| 2011年          | 489             |
| 2012年          | 443             |
| 2013年          | 433             |
| 2014年          | 404             |
| 2015年          | 400             |
| 2016年          | 442             |
| 2017年          | 453             |
| 2018年          | 442             |
| 2019年          | 422             |
| 2021年          | 398             |

## 駅周辺
- 米子市淀江支所
  - 鳥取県西部広域行政管理組合事務局
- 米子警察署淀江駐在所
- 精明寺
- 伯耆古代の丘公園
- 鳥取県立米子白鳳高等学校
- 米子市立淀江中学校
- 米子市立淀江小学校
- 日本交通ハイヤー淀江営業所（タクシー・どんぐりコロコロを担当）
- 鳥取県道172号淀江停車場線
- 淀江大橋

## バス路線
バスのりばは駅前にある。
- 米子市淀江町巡回バス「どんぐりコロコロ」（名称は特産品のドングリに因む）
  - 全便休日運休
  - なお、一部便は当駅を経由しない便があり、その場合は約170メートル北西にある淀江駅入口バス停を利用する。

## 隣の駅
西日本旅客鉄道（JR西日本）
 山陰本線
■快速「とっとりライナー」（下り）
通過
■快速「とっとりライナー」（上り）・■普通
大山口駅 - 淀江駅 - 伯耆大山駅